# Nicholas Shakespeare
Nicholas William Richmond Shakespeare (ur. 3 marca 1957 w Worcester) – brytyjski pisarz.
W dzieciństwie jako syn dyplomaty przebywał we Francji, na Dalekim Wschodzie i w Ameryce Południowej. Ukończył studia na Uniwersytecie Cambridge. Później pracował jako dziennikarz w The Daily Telegraph,  The Sunday Telegraph, The Times i BBC.
W 1993 znalazł się na liście dwudziestu najlepszych młodych brytyjskich powieściopisarzy magazynu Granta. Otrzymał nagrody literackie – Betty Trask Award, Somerset Maugham Award (obie za powieść The Vision of Elena Silves), American Library Association Award (za powieść Tancerz) oraz Tasmania Book Prize (za książkę In Tasmania). Jego powieść Tancerz doczekała się adaptacji filmowej w reżyserii Johna Malkovicha, do której sam napisał scenariusz.
Mieszka w Oksfordzie. Jest żonaty i ma dwóch synów.

## Dzieła

### Powieści
- The Vision of Elena Silves (1989)
- The High Flyer (1993)
- The Dancer Upstairs (1995; wydanie polskie Tancerz 1999)
- Snowleg (2004)
- The Secrets of the Sea (2007; wydanie polskie Tajemnice morza 2010)
- Inheritance (2010)

### Zbiory opowiadań
- Ox-Tales: Earth (wraz z dziewięciorgiem innych autorów; 2009)
- Stories from Other Places (2015)

### Literatura faktu
- Men Who Would be King (1984)
- Londoners (1986)
- Bruce Chatwin (biografia Bruce'a Chatwina; 1999)
- In Tasmania (2004)
- Under the Sun (wraz z Elizabeth Chatwin; 2010)
- Priscilla (2013)